# Movimiento MOVER
Movimiento MOVER (auch Movimiento PAÍS, MOVER als Abkürzung für Movimiento Verde Ético Revolucionario y Democrático, deutsch Revolutionäre und demokratische ethische grüne Bewegung) ist eine politische Bewegung und Sammelpartei in Ecuador, die acht politische Organisationen mit Hauptgewicht in Quito und Cuenca, unter ihnen die vom ehemaligen Präsidenten Ecuadors Rafael Correa gegründete Alianza PAÍS, die Bewegung Ruptura de los 25 und Acuerdo Progresista, umfasst. Sie identifiziert sich mit dem Bolivarianismus und den Idealen der Liberalen Revolution Eloy Alfaros.

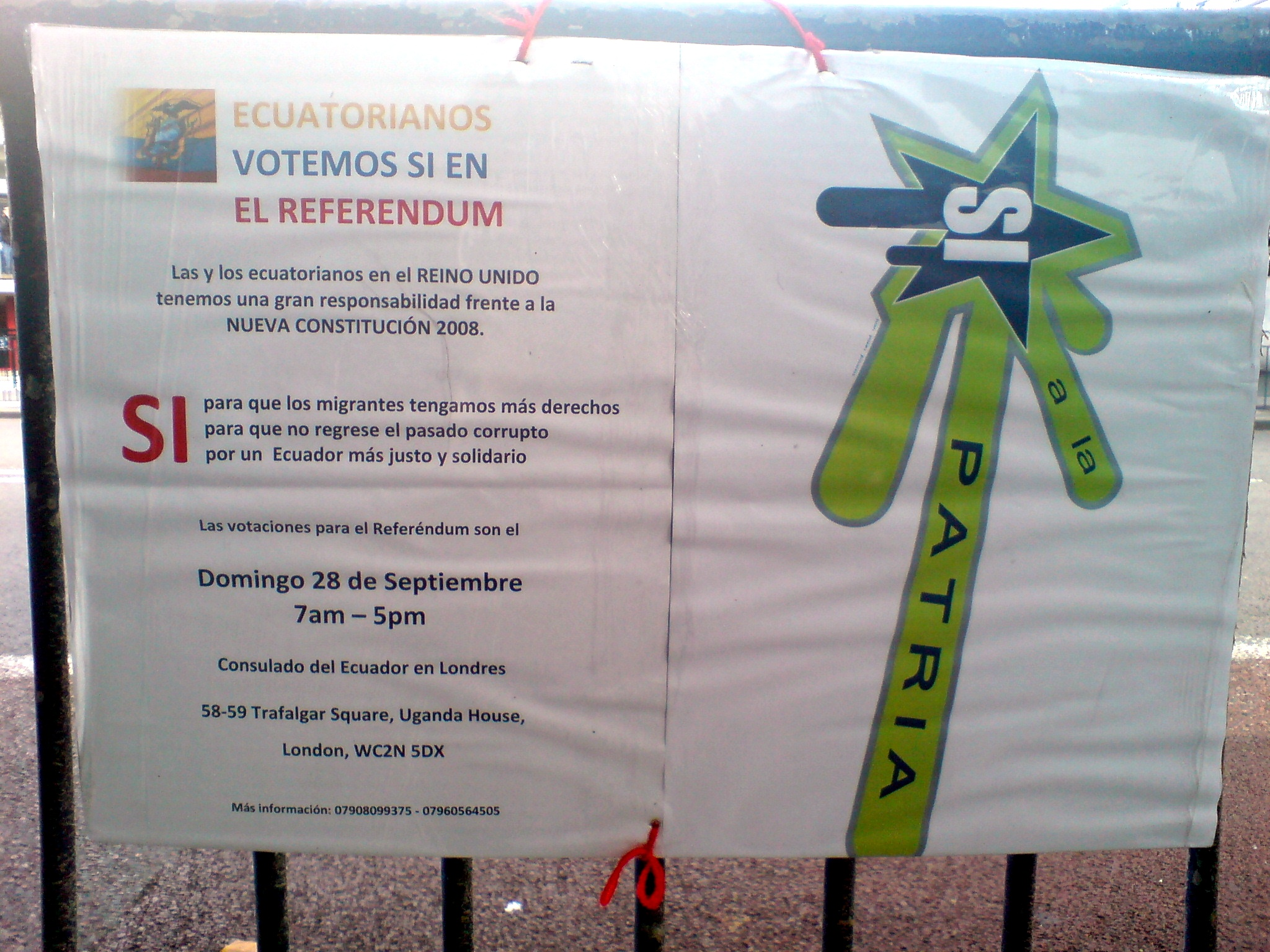
Wahlwerbung der PAÍS für das Ecuadorianische Verfassungsreferendum (in London)

Sie stellte mit ca. 70 % der Stimmen die absolute Mehrheit in der Verfassunggebende Versammlung Ecuadors 2007/08 und bis zu den Wahlen im Jahr 2009 im neuen Parlament. Zu ihrem Führungsgremium gehören neben Rafael Correa der Wirtschaftswissenschaftler Alberto Acosta, der seit 2017 amtierende Präsident Lenín Moreno und andere wichtige Persönlichkeiten des öffentlichen Lebens in Ecuador. Das politische Projekt von Movimiento PAÍS ist die Revolución Ciudadana („Staatsbürgerliche Revolution“), die sich gegen die Partidocracia („Parteienherrschaft“) der traditionellen Parteien richtet. Dieses Projekt untergliedert sich in Politische, Wirtschaftliche, Ethische, Soziale und Souveräne Revolution, die vor allem über institutionelle Wege erreicht werden sollen.
Movimiento PAÍS erreichte bei den Wahlen zur Nationalversammlung im April 2009 59 von 124 Sitzen und war damit auf Bündnisse angewiesen. Die gleichzeitig stattfindenden Kommunalwahlen verliefen für Movimiento PAÍS erfolgreich, so stellten sie etwa mit Augusto Barrera den neuen Bürgermeister von Quito. Bei den Kommunalwahlen im Februar 2014 verlor die Bewegung die Bürgermeisterämter in den fünf größten Städten Ecuadors an die Opposition.
Movimiento PAÍS erreichte bei den Wahlen zur Nationalversammlung im Februar 2013 100 von 137 Sitzen und war damit nicht mehr auf Bündnisse angewiesen. Diese Mehrheit behielt diese auch bei der folgenden Wahl im Jahr 2017, erhielt allerdings nur noch 74 Mandate. Bei der Präsidentschafts- und Parlamentswahl in Ecuador 2021 kam die Liste nur mehr auf 2,77 Prozent der Stimmen und zog damit nicht mehr ins Parlament ein.